# ماك بارلو
ماك بارلو (بالإنجليزية: Mac Barlow)‏ هي لاعبة كرة قدم بريطانية، ولدت في 31 مايو 1967 في بلاكبول في المملكة المتحدة. لعبت مع Blackpool F.C. Girls & Ladies ‏.